# Congosto (kommun)
Congosto är en kommun i Spanien.   Den ligger i provinsen Provincia de León och regionen Kastilien och Leon, i den nordvästra delen av landet, 300 km nordväst om huvudstaden Madrid. Antalet invånare är 1 676. Arean är 37 kvadratkilometer. Congosto gränsar till Ponferrada, Cubillos del Sil, Toreno, Bembibre, Castropodame och Molinaseca. 
Terrängen i Congosto är kuperad åt nordost, men åt sydväst är den platt.